# Лоуренс, Питер Ли
Питер Ли Лоуренс (англ. Peter Lee Lawrence, при рождении Карл Отто Хиренбах-унд-Тиме нем. Karl Otto Hyrenbach und Thieme; 21 февраля 1944, Линдау — 19 апреля 1974 или 20 апреля 1974, Рим)  — немецкий актёр, гражданин Франции. Получил большую известность, как один из ведущих актёров в жанре спагетти-вестерн, скончался в возрасте 30 лет.

## Биография
Его первая заметная роль в кино была небольшой, в титры не попала, но имела важное значение для сюжета спагетти-вестерна Серджо Леоне «На несколько долларов больше». В этом фильме Питер Ли Лоуренс сыграл мужа сестры одного из главных героев, убитого бандитом в исполнении Джана Марии Волонте. После этой роли Лоуренс стремительно приобрёл статус звезды жанра и в период с 1967 по 1973 годы снялся  в 16 фильмах, причём быстро перешёл к исполнению главных ролей. В титрах ряда картин он обозначен как  Артур Грант. Некоторые из этих фильмов были хитами в Европе, в том числе «Убийца 32-го калибра» (1967), «День насилия» (1967), «Ярость Джонни Кида» (1967), «Человек, который убил Билли Кида» (1967), «Прощай, убийца!» (1968). Оглушительную популярность актёр имел на Кубе.
В 1971 году Лоуренс получил второстепенную роль в фильме «Чёрная красота». Он продолжал активно сниматься до самой своей смерти, исполнив 30 ролей за девятилетнюю карьеру кино. Последнее появление на экране — в фильме «Рыцари кнехта» (1974).
Лоренс жил в Ницце в течение нескольких лет со своей матерью и затем в Риме (Италия) с женой и сыном. Также снимался для фотоновелл под именем Пьера Клемана.
В 1972 году Лоуренса стали мучить головные боли. Сразу после окончания съёмок фильма «Рыцари кнехта», он попал в мадридский госпиталь Фонда Хименеса Диаса  в Мадриде, где был экстренно оперирован доктором Сиксто Обрадором. Операция прошла успешно, но биопсия показала наличие глиобластомы. Он переехал в Цюрих, где под руководством профессора Хорста Вольфганга начал проходить химио- и радиотерапию. 25 марта 1974 года Лоуренс поступил в клинику «Вилла Стюарт» в Риме с сильными болями в животе. Он умер в субботу, 20 апреля того же года, в три часа десять минут ночи. На момент смерти Питер Ли Лоуренс был женат на актрисе Кристине Гальбо.